# Shihab al-Din Mahmud
Shihāb al-Dīn Maḥmūd ibn Būrī (in arabo ﺷﻬﺎﺏ ﺍﻟﺪﻳﻦ ﻣﺤﻤﻮﺩ ﺑﻦ ﺑﻮﺭﻱ‎?; fl. XII secolo) è stato un atabeg buride di Damasco dal 1135 al 1139. Era figlio di Tāj al-Mulūk Būrī, Emiro di Damasco, e di Zamurrud Kathun.

## Biografia
Il 1º febbraio 1135, Zamurrud Kathun, vedova di Būrī, assassina suo figlio, l'atabeg Ismāʿīl. Il cronista di Damasco Ibn al-Qalānisī afferma che ella avrebbe agito in tal modo in quanto inorridita dal fatto che Ismāʿīl sarebbe stato in procinto di consegnare la città a Zengi, ma questa versione appare poco credibile, visto che la donna avrebbe sposato tre anni dopo proprio l'atabeg di Aleppo ʿImād al-Dīn Zengī, portandogli in dote i territori dell'Emirato di Damasco. Più prosaicamente, Amin Maalouf e René Grousset pensano che Ismāʿīl fosse sul punto di giustiziare il suo principale consigliere, e amante, e che la donna avrebbe fatto sopprimere il suo stesso figlio per salvargli la vita.
Ella fece elevare al trono l'altro figliolo Shihāb al-Dīn ibn Būrī, mentre Zengī era già in marcia per prendere possesso di Damasco. I Damasceni, che non avevano dimenticato le promesse non mantenute di Zengi, si schierarono compattamente dalla parte del loro principe contro l'Atābeg di Mossul. Mu'in al-Din Unur, un antico mamelucco di Toghtigin, assunse la conduzione dell'esercito e assicurò la difesa della città con successo e, poco dopo, Zengi mise fine all'assedio.
Nel 1136, i figli di Qîrkhān ibn Qarājā gli consegnarono Homs in cambio di Palmira e Shihāb al-Dīn dette la città in feudo a Muʿīn al-Dīn Onor. L'influenza politica fu allora dell'antico hajib Yūsuf ibn Fīrūz, che fu assassinato dall'Emiro Bazwāj, che divenne comandante in capo di Damasco dopo aver minacciato Maḥmūd di deporlo se egli non avesse accettato. Per legittimare il suo nuovo potere, Bazwāj fece appello al jihad e attaccò la Contea di Tripoli uccidendo il Conte Pons di Tripoli.
Nel giugno 1137, Zengi attaccò nuovamente l'Emirato di Damasco, s'impadronì di Homs e assediò Damasco, ma il sopraggiungere di un esercito crociato, che voleva impedire a Zengi di unificare la Siria islamica, e l'obbligò a togliere l'assedio l'11 luglio 1137.
Fu assassinato nella notte tra il 22 e il 23 giugno 1139 da tre dei suoi paggi. Il visir Mu'in al-Din Unur assunse allora le redini dello Stato in modo risoluto, fece crocifiggere gli assassini e invitò a Damasco il principe Jamāl al-Dīn Muḥammad, fratellastro dell'Atābeg defunto ed Emiro di Baalbek per farlo riconoscere nuovo regnante dalla popolazione..